# Storberget (naturreservat, Sundsvalls kommun)
Storberget är ett naturreservat i Sundsvalls kommun i Västernorrlands län.
Området är naturskyddat sedan 1985 och är 98 hektar stort. Reservatet omfattar berget med detta namn med sin topp på 430 meter över havet. Reservatet består av naturskogsartad granskog med tall i branter.